# Baron Sinha

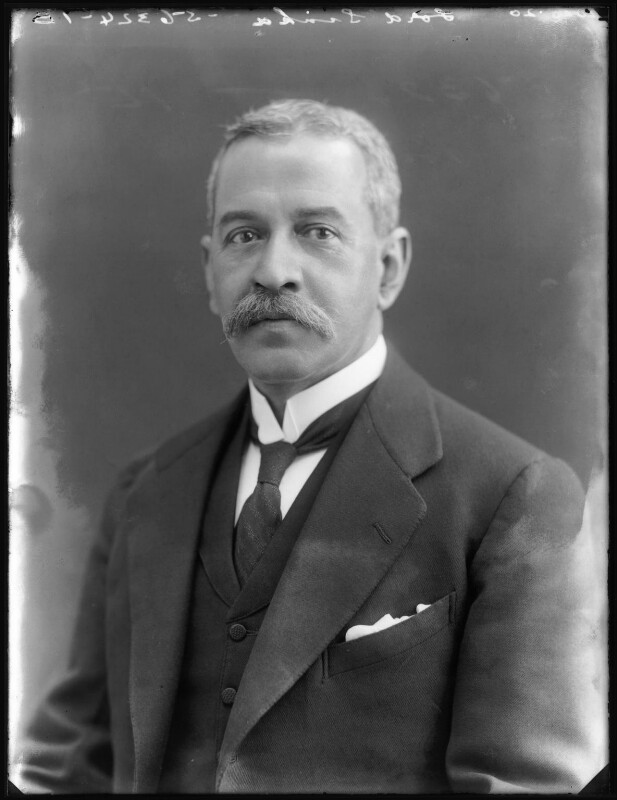
Satyendra Sinha, 1. Baron Sinha, 1920

Baron Sinha, of Raipur in the Presidency of Bengal, ist ein erblicher britischer Adelstitel in der Peerage of the United Kingdom.

## Verleihung
Der Titel wurde am 14. Februar 1918 für den indischen Juristen und Under-Secretary of State for India Sir Satyendra Prasanna Sinha geschaffen.
Bei seinem Tod konnte sein ältester Sohn, Aroon Kumar Sinha, die Rechtmäßigkeit seines Erbanspruchs auf den Titel nicht nachweisen, da er zu einer Zeit geboren worden war, als es in Indien noch kein System zur Registrierung von Geburten und Ehen gab. Der Titel wurde ihm nach langer Kontroverse schließlich am 25. Juli 1939 vom Committee for Privileges and Conduct des House of Lords bestätigt. Zu einer erneuten Kontroverse kam es, als, nachdem Indien unabhängig geworden war, dem 2. Baron ein britischer Pass verweigert wurde. Erst 1955 erhielt er einen Pass, der ihn als britischen Untertanen auswies. Nach dessen Tod haben dessen erbberechtigte Nachfahren ihren de-iure-Anspruch auf den Titel nicht wirksam beim House of Lords oder College of Arms geltend gemacht.

## Liste der Barone Sinha (1919)
- Satyendra Sinha, 1. Baron Sinha (1863–1928)
- Aroon Sinha, 2. Baron Sinha (1887–1967)
- Sudhindra Sinha, de iure 3. Baron Sinha (1920–1989)
- Susanta Sinha, de iure 4. Baron Sinha (1953–1992)
- Aninda Sinha, de iure 5. Baron Sinha (1930–1999)
- Arup Sinha, de iure 6. Baron Sinha (* 1966)

Voraussichtlicher Titelerbe (Heir Presumptive) ist der Bruder des aktuellen Titelinhabers, Hon. Dilip Sinha (* 1967).